# Las Burras de Güímar
Las Burras de Güímar es una representación teatral que se desarrolla en el marco del carnaval de esta localidad tinerfeña el día del entierro de la sardina, es decir, el viernes que sigue al martes de Carnaval.

## Significado
Se trata del acto más destacado del carnaval de Güímar (Islas Canarias), que rememoran una antigua leyenda local según la cual durante las celebraciones del carnaval, las brujas se convertían en burras o asnos con el fin de pasar desapercibidas y poder realizar hechizos contra la población con mayor facilidad y eficacia.
Se trata pues, de un espectáculo teatral basado en antiguas creencias brujeriles que se viene representando desde 1992. En la actualidad Las Burras de Güímar es uno de los espectáculos más singulares del carnaval en Tenerife y forma parte del carnaval tradicional de Canarias junto a manifestaciones como Los Diabletes de Teguise en Lanzarote, o Los Carneros de Tigaday en la isla de El Hierro, entre otras.

## Actos
El evento da comienzo con la procesión del entierro de la sardina, al que acompañan viudas y fantasmas que van camino de la plaza de San Pedro y que serán molestados por las burras que salen de distintas casas de San Pedro Arriba.
Posteriormente realizan su aparición unas extrañas burras que se unen a la comitiva fúnebre y al llegar a la plaza del pueblo despiertan la suspicacia de los campesinos que intentan pincharlas con un cuchillo. Las burras se transforman entonces en sucias brujas que invocan al demonio durante un aquelarre. 
Las brujas bailan hasta que llega la Santa Inquisición encabezada por un obispo que celebrará un exorcismo pidiendo ayuda al Arcángel San Miguel, quien baja del cielo y lucha contra el demonio. Una vez muerto este último, el obispo ordena también la quema de las burras en la hoguera junto con la sardina para que la tranquilidad pueda regresar al pueblo. Si bien, las brujas logran escapar para poder sembrar el terror y la confusión entre los vecinos el siguiente año.